# Mary the Paralegal
Mary the Paralegal är det nittonde avsnittet av första säsongen av TV-serien How I Met Your Mother. Det hade premiär på CBS den 24 april 2006.

## Sammandrag
För att Ted inte ska vara svartsjuk på Robin fixar Barney en dejt till honom för en bankett. Det visar sig att dejten har ett speciellt yrke. 

## Handling
Robin har blivit nominerad till ett lokal-TV-pris för ett inslag hon har gjort. Hon har bjudit alla vännerna till galan. Tre månader senare har Ted gjort slut med Victoria och gjort Robin besviken. Barney föreslår att han ska ta med sig en prostituerad som sin dejt för kvällen. Ted vägrar. Senare dyker Barney ändå upp med en kvinna som heter Mary. Ted vägrar fortfarande gå ut med en prostituerad, det vill säga tills han ser Robins dejt för kvällen. Han heter Sandy Rivers och är nyhetsankare tillsammans med Robin.
På galan blir Ted alltmer attraherad av Mary. Hon presenterar sig för Robin som jurist på en advokatbyrå. Ted försöker prata med Robin för att återställa deras vänskap, men det går inte bra. Robin vinner tv-priset och tackar alla sina vänner, utom Ted. 
Barney har ordnat ett hotellrum åt Ted och Mary. Trots att Marshall försöker övertala honom om att göra annorlunda tar Ted med sig Mary upp till rummet. Robin och Sandy (Rivers) går för att ta en taxi, men Robin kommer tillbaka inom kort. Hon medger att hon bara försökte göra Ted svartsjuk. Då berättar Marshall att Ted bara har försökt göra henne svartsjuk. Han berättar också för Lily och Robin att Mary är prostituerad. Men då avslöjar Barney att Mary inte alls är prostituerad och att hon inte vet att Ted tror det.
Mary ger Ted en örfil när han insisterar på att hon är prostituerad. Han hämnas på Barney genom att inte checka ut från hotellrummet.

## Popkulturella referenser
- I tillbakablicken som visar hur kär Ted var i Victoria är Ted exalterad över att de båda har skiva 3 som sin favorit i "Otis Redding-boxen".
- Sandy Rivers programpunkt när han läser tidningen är en parodi på Pat Kiernan i tv-kanalen NY1.
- När Ted och Marshall hånar Sandy Rivers program genom att framställa honom som "Yosemite Sandy", använder de samma hatt och mustasch som Yosemite Sam i Looney Tunes.
- Mary skämtar om att Sandy Rivers gör i ordning sitt hår på samma sätt som Darth Vader sätter på sig sin hjälm i Rymdimperiet slår tillbaka.
- När Ted och Robin häcklar varandras dejter kallar Ted Sandy för "Edward R Moron", en referens till den amerikanske journalisten Edward R. Murrow. Robin kallar Mary för "Paralegally Blonde", vilket anspelar på filmen "Legally Blonde".
- Barneys sätt att vänta på att Ted ska säga något så att han kan säga "I said good day!" är hämtat från Willy Wonka i Kalle och chokladfabriken.
- När Ted och Mary går mot hotellrummet säger han att han känner sig som Richard Gere, som i filmen Pretty Woman spelar en man som träffar en prostituerad.
- Mary arbetar på advokatbyrån "Douglas, O'Halloran and Stamp". Efternamnen kommer från skådespelarna som spelar tre skurkar i filmerna Superman - The Movie och Superman II – Äventyret fortsätter.
- Lily blir arg över att en vampyr (galans värd vampyren Louie) visar sig en lördagseftermiddag och tycker att det är helt galet - en referens till Alyson Hannigans roll som vampyrexpert i Buffy och vampyrerna.